# Megumi Hasebe
Megumi Hasebe (* 4. Oktober 1991) ist eine kolumbianische Schauspielerin und Sängerin japanischer Herkunft.

## Leben
Sie interessierte sich für Tanzen. Darunter lernte sie  Ballet und Samba tanzen.
Neben den Tanzen beschäftigte sie sich auch als Schauspielerin. So ist sie durch die Rollen des Yulitza aus der Fernsehserie Tarde lo conocí und Lilli aus der kolumbianischen Telenovela NOOBees zu sehen.

## Filmographie
- 2017: Tarde lo conoí
- 2018–2020: NOOBees

## Persönliches
Sie ist mit Eduardo Anillo befreundet.